# مهاباد (پیامبر)
مهاباد انگلیسی: Mahabad؛ به عنوان پیامبری قبل از مزدیسنا دانسته می‌شود. او همچنین به عنوان آذر هوشنگ، آتش حکمت نامیده می‌شود. در برخی روایات او را اولین انسان می‌دانند.
خلف تبریزی در برهان قاطع آورده است، آذر هوشنگ نام اولین پیغمبریست که به ایرانی مبعوث شد  و او را «مَه‌آباد» نیز گویند و امتان او را «آذر هوشنگیان» و «آذریان» خوانند.